# Nikki M. James
Nikki Michelle James (nacida el 3 de junio de 1981) es una actriz y cantante estadounidense. James ha actuado en los populares musicales The Book of Mormon, Les Misérables y Suffs, y ha ganado un Premio Tony a la mejor actriz de reparto en un musical por The Book of Mormon.

## Vida y carrera
James nació de padres inmigrantes, un padre vicentino y una madre haitiana que se establecieron en Nueva Jersey en busca del sueño americano. James creció en Livingston, Nueva Jersey, donde se graduaría de la escuela secundaria Livingston. De niña, cantaba y actuaba en la iglesia y en presentaciones escolares. Fue nominada a un premio Rising Star en Paper Mill Playhouse por su actuación como Dolly Levi en la escuela secundaria. Más tarde asistió a la Tisch School of the Arts de la Universidad de Nueva York.
James hizo su debut en Broadway en la obra The Adventures of Tom Sawyer, y protagonizó a Ottilie en la producción de New York City Center Encores! de House of Flowers. Interpretó a Adela en la presentación Off-Broadway de la adaptación musical de Michael John LaChiusa de Bernarda Alba y apareció en el elenco de Broadway de All Shook Up.
James interpretó a Dorothy en la reposición de The Wiz en La Jolla Playhouse y también protagonizó Romeo y Julieta y César y Cleopatra en el Festival de Stratford con Christopher Plummer. Por su actuación como Nabulungi en The Book of Mormon, en 2011 ganó el Premio Tony a la mejor actriz de reparto en un musical. Durante esa carrera, se tomó una licencia en junio de 2012 para filmar una versión cinematográfica de Lucky Stiff. De 2014 a enero de 2015, interpretó a Éponine en la reposición de Broadway de Les Misérables.
En julio de 2017, James protagonizó el concierto en escena de The Bubbly Black Girl Sheds Her Chameleon Skin de New York City Center Encores!. En 2024 comenzó a protagonizar a la periodista y activista de los derechos civiles Ida B. Wells en el musical Suffs. James fue nominada nuevamente a un Premio Tony por su actuación.

## Filmografía
| Cine | Cine                               | Cine       | Cine                                                     |
| Año  | Título                             | Rol        | Notas                                                    |
| ---- | ---------------------------------- | ---------- | -------------------------------------------------------- |
| 2005 | Pizza                              | April Snow |                                                          |
| 2009 | Caesar and Cleopatra               | Cleopatra  | Igual que la obra de teatro de 2008.                     |
| 2013 | All Is Bright                      | Betsy      |                                                          |
| 2014 | The Disappearance of Eleanor Rigby | Sia        | Apareció en Él, la primera de una trilogía de películas. |
| 2014 | Lucky Stiff                        | Annabel    |                                                          |
| 2022 | Spoiler Alert                      | Nina       |                                                          |

| Televisión    | Televisión                        | Televisión            | Televisión                           |
| Año           | Título                            | Rol                   | Notas                                |
| ------------- | --------------------------------- | --------------------- | ------------------------------------ |
| 2001          | Third Watch                       | Maizie                | 2 episodios                          |
| 2003          | Law & Order: Criminal Intent      | Tamara Bates          | Episodio: «Stray»                    |
| 2004          | The Jury                          | Myra Clarkson         | Episodio: «Bangers»                  |
| 2009          | Law & Order: Criminal Intent      | Jackie                | Episodio: «Salome in Manhattan»      |
| 2010          | 30 Rock                           | Erica                 | Episodio: «Gentleman's Intermission» |
| 2012          | Law & Order: Special Victims Unit | Operadora del 911     | Episodio: «Father Dearest»           |
| 2015          | Law & Order: Special Victims Unit | Detective Gail Dunbar | 2 episodios                          |
| 2015          | For Real                          | Candace               | Película para televisión             |
| 2015–2016     | The Good Wife                     | Monica Timmons        | 6 episodios                          |
| 2016          | BrainDead                         | Rochelle              | 12 episodios                         |
| 2016          | The Blacklist                     | Rose                  | Episodio: «The Caretaker (No. 78)»   |
| 2017–2019     | Welcome to the Wayne              | Julia Wiles (voz)     | Elenco recurrente (10 episodios)     |
| 2018          | Bull                              | Chloe Tomlin          | Episodio: «Gag Order»                |
| 2018          | Instinct                          | Ashley                | Episodio: «Blast from the Past»      |
| 2018          | Escape at Dannemora               | Médica de urgencias   | Episodio: «Part 5»                   |
| 2018–2020     | The Good Fight                    | Monica Timmons        | 3 episodios Directora (2 episodios)  |
| 2019          | NCIS: New Orleans                 | Lisa Butler           | Episodio: «A House Divided»          |
| 2019          | Proven Innocent                   | Violet Bell           | Elenco principal (13 episodios)      |
| 2021          | Modern Love                       | Pam                   | Episodio: «How Do You Remember Me?»  |
| 2022          | Severance                         | Alexa                 | 4 episodios                          |
| 2025-presente | Daredevil: Born Again             | Kirsten McDuffie      | 8 episodios                          |

| Teatro    | Teatro                                         | Teatro             | Teatro                         |
| Año       | Título                                         | Rol                | Notas                          |
| --------- | ---------------------------------------------- | ------------------ | ------------------------------ |
| 2001      | The Adventures of Tom Sawyer                   | Sabina Temple      | Broadway (debut)               |
| 2003      | House of Flowers                               | Ottilie            | New York City Center Encores!  |
| 2003      | Summer                                         | Charity Royall     | New York reading               |
| 2005      | All Shook Up                                   | Lorraine           | Broadway                       |
| 2006      | Bernarda Alba                                  | Adela              | Off-Broadway                   |
| 2006      | The Wiz                                        | Dorothy Gale       | La Jolla Playhouse             |
| 2007      | Walmartopia                                    | Maia Latrell       | Off-Broadway                   |
| 2008      | Romeo and Juliet                               | Juliet             | Stratford Shakespeare Festival |
| 2008      | Caesar and Cleopatra                           | Cleopatra          | Igual que la película de 2009. |
| 2011-2014 | The Book of Mormon                             | Nabulungi          | Broadway                       |
| 2013      | Fetch Clay, Make Man                           | Sonji              | Off-Broadway                   |
| 2014-2015 | Les Misérables                                 | Éponine Thénardier | Broadway (revival)             |
| 2015      | Preludes                                       | Natalya            | Off-Broadway                   |
| 2016      | Twelfth Night                                  | Viola              | Shakespeare in the Park        |
| 2017      | Julio César                                    | Portia             | Shakespeare in the Park        |
| 2017      | The Bubbly Black Girl Sheds Her Chameleon Skin | Bubbly             | New York City Center Encores!  |
| 2018      | Twelfth Night                                  | Viola              | Shakespeare in the Park        |
| 2019      | A Bright Room Called Day                       | Agnes              | The Public Theater             |
| 2022      | Suffs                                          | Ida B. Wells       | The Public Theater             |
| 2023      | Gutenberg! The Musical!                        | Productora         | Broadway (Cameo de una noche)  |
| 2024-2025 | Suffs                                          | Ida B. Wells       | Broadway                       |

## Premios y nominaciones
| Año  | Galardón                    | Categoría                             | Nominada por       | Resultado |
| ---- | --------------------------- | ------------------------------------- | ------------------ | --------- |
| 2011 | Premio Tony                 | Mejor actriz de reparto en un musical | The Book of Mormon | Ganadora  |
| 2011 | Premio Drama Desk           | Mejor actriz destacada en un musical  | The Book of Mormon | Nominada  |
| 2011 | Premio Outer Critics Circle | Mejor actriz en un musical            | The Book of Mormon | Nominada  |
| 2024 | Premio Tony                 | Mejor actriz de reparto en un musical | Suffs              | Nominada  |